# Eunidia atripennis
Eunidia atripennis es una especie de escarabajo longicornio del género Eunidia, categorizada en la tribu Eunidiini, de la subfamilia Lamiinae. Fue descrita por Pu & Yang en 1992.

## Descripción
Mide 10 mm de longitud.

## Distribución
Se distribuye por China y Vietnam.